# Перекопский бромный завод
Акционерное общество «Бром» — крымское предприятие, которое специализируется на выпуске брома, его неорганических солей и броморганических соединений.

## История
В 1931 году на железнодорожной станции «59 км» высадилась геолого-разведывательная экспедиция. По итогам работы этой экспедиции было принято решение о строительстве химического предприятия и закладке города химиков.
В сентябре 1932 года у озера Старого началось сооружение завода по производству брома. Бромный завод стал первенцем химической промышленности Северного Крыма.
Первую продукцию завод выдал в 1934 году. В довоенное время завод обрастал инженерно-техническими кадрами, рос профессионализм рабочих и совершенствовалось производство. Происходило интенсивное наращивание мощностей завода и увеличение выпуска брома.
В 1941 году завод был эвакуирован в город Славгород Алтайского края, где в 1943 году он пущен в эксплуатацию на берегу бромсодержащего озера Большое Яровое, а со временем дал и развитие новому посёлку (c 1993 года - городу) Яровое в 9 километрах от Славгорода. За годы войны производственные площади на территории Перекопского бромного завода были разрушены на 80 %.
В 1945 году стало поступать оборудование из Средней Азии, Сибири, Урала, Ленинграда и других районов страны.
В 1946 году завод выпустил первую продукцию, с 1 июня 1946 г. введен в строй новый бромный цех.
К 1950 году бромзавод был полностью восстановлен, стал производить магнезию жжёную и натрий бромид.
В 1958 году началась генеральная реконструкция бромзавода.
Проведенное в 1961 году перераспределение сырьевой базы (вместо озера Старое стало использоваться озеро Красное) и основного бромного цеха позволила значительно расширить ассортимент выпускаемой продукции: окиси магния, тетрабромэтана, бромистого метилена, бромисто-водородной кислоты, лития бромистого, карбинола, дибромпропана, магнезии жженой и др.
В 70-90-х гг. завод наращивает темпы развития и выходит на максимальную производительность. До 90-х годов XX века завод в основном работал на военную промышленность СССР.
С 1992 г. по 2002 г. объём производства снизился из-за разрыва связей с поставщиками сырья и потребителями продукции.
В 1996 г. Перекопский бромный завод преобразован в открытое акционерное общество «Бром», а с 2004 г. становится частным предприятием. Приватизировано 100 % акций от УФ ОАО «Бром», государственной доли в акционерном капитале предприятия нет, пакетом в 79% акций «Брома» владеет ООО «Квалитет».
АО «Бром» является единственным производителем бромосодержащих химических соединений в Восточной Европе. Продукция «Брома» используется в химической, фармацевтической и резинотехнической промышленности. На предприятии сейчас работает около 600 человек, выручка от продаж «Брома» в 2022 году составила 2,7 млрд российских рублей.

## Структура
Организационно-производственная структура АО «Бром» является структурой с вертикально интегрированными связями  управления производственной деятельностью специализированного химического предприятия. Структура имеет выраженную интеграцию и позволяет небольшому составу осуществлять оперативное руководство производственной деятельностью химического предприятия.

## Продукция предприятия
АО «Бром» является участником международного рынка брома и броморганических химических соединений. Ёмкость международного рынка составляет 640 тысяч тонн/год, доля продукции АО «Бром» на рынке составляет 1,15 % (по результатам 2006 года).